# عينة (البيضاء)
عينه هي إحدى قرى الجمهورية اليمنية. تتبع جغرافيا لمحافظة البيضاء و إداريًا لمديرية الزاهر. يبلغ تعداد سكانها 1730 نسمة حسب الإحصاء الذي أجري عام 2004.